# デイヴィッド・ピース
デイヴィッド・ピース（David Peace、1967年 - ）は、イギリスの小説家。犯罪小説を主に執筆している。1994年以降、東京在住。
1999年に『1974 ジョーカー』で作家デビュー。2003年にはイギリスの文芸誌『Granta』で若手イギリス作家ベスト20に選ばれ、2004年には第四長編『GB84』でジェイムズ・テイト・ブラック記念賞を受賞した。
ジェイムズ・エルロイ、ジム・トンプスンらの暗黒小説に傾倒し、H・P・ラヴクラフトや太宰治、芥川龍之介、泉鏡花など古典文学からも影響を受けている。

## 経歴
1967年、イングランド北部のヨークシャーに生まれる。自身の著書の中では、あまり幸せと言える幼少時代ではなかったと述べている。また、サッチャー政権時代の荒廃と、1970年代後半に発生したヨークシャーの切り裂き魔事件が自身に暗い影を落としたとも回想している。
マンチェスター大学を卒業後、1991年からトルコのイスタンブールで語学を教えた後、1994年に英語講師として来日。東京の新小岩の小さなアパートでデビュー作『1974 ジョーカー』を書き上げた。この作品を第一作とするヨークシャー四部作は日本では2001年から2004年にかけてハヤカワ・ミステリ文庫で刊行された。
2003年にはイギリスの文芸誌『Granta』が10年ごとに選出している若手イギリス作家ベスト20（Best of Young British Novelists）に選ばれ、2004年に発表した『GB84』ではイギリスで最も伝統ある文学賞であるジェイムズ・テイト・ブラック記念賞を受賞した。2006年発表の『The Damned Utd』は2009年にマイケル・シーン主演で映画化された（日本では『くたばれ!ユナイテッド -サッカー万歳!-』のタイトルでDVD化された） 。
2007年、戦後の日本を舞台にした東京三部作の第一作として小平事件を題材にした『TOKYO YEAR ZERO』を発表。2009年には帝銀事件を扱った第二作『占領都市 TOKYO YEAR ZERO II』を発表。2021年、戦後最大の怪事件下山事件を昭和の黄昏まで追う完結編『TOKYO REDUX 下山迷宮』を刊行。また、2018年に、芥川龍之介の生涯を実験的な作品として描いた『Xと云う患者 龍之介幻想』を発表。
2009年に一旦イギリスへ帰国するが、2011年に「イギリスでの執筆が難しい」ことを理由に日本に戻る。これ以降は毎年、東京大学現代文芸論室で英語による創作等を教えている。

## 受賞歴
- 2004年 - 『GB84』でジェイムズ・テイト・ブラック記念賞受賞
- 2006年 - 『1974 ジョーカー』でドイツ・ミステリ大賞翻訳作品部門受賞（第1位）
- 2010年 - 『TOKYO YEAR ZERO』でドイツ・ミステリ大賞翻訳作品部門受賞（第1位）

『TOKYO YEAR ZERO』はこのミステリーがすごい!で第3位、週刊文春ミステリーベスト10で第5位、『占領都市 TOKYO YEAR ZERO II』はこのミステリーがすごい!で第2位。

## 著書

### ヨークシャー四部作
- 1999年 - 1974 ジョーカー （酒井武志訳、早川書房 ハヤカワ・ミステリ文庫、2001年7月）
- 2000年 - 1977 リッパー （酒井武志訳、早川書房 ハヤカワ・ミステリ文庫、2001年9月）
- 2001年 - 1980 ハンター （酒井武志訳、早川書房 ハヤカワ・ミステリ文庫、2002年5月）
- 2002年 - 1983 ゴースト （酒井武志訳、早川書房 ハヤカワ・ミステリ文庫、2004年5月）

### 東京三部作
- 2007年 - TOKYO YEAR ZERO （酒井武志訳、文藝春秋、2007年10月／文春文庫、2012年） - 日本、イギリス、アメリカ同時発売
- 2009年 - 占領都市 TOKYO YEAR ZERO II （酒井武志 訳、文藝春秋、2012年8月）（原題 Occupied City）- 帝銀事件
- 2021年 - TOKYO REDUX 下山迷宮（黒原敏行 訳、文藝春秋、2021年8月）- 下山事件

### その他
- 2004年 - GB84
- 2006年 - The Damned Utd
- 2013年 - Red or Dead
- 2018年 - Xと云う患者 龍之介幻想（黒原敏行 訳、文藝春秋、2019年3月）